# 陳寅恪
陳 寅恪（ちん いんかく、1890年7月3日 - 1969年10月7日）は、近代中国の歴史学者、中国文学研究者、中国語学者。日中律令の共通する源流を北斉書までに押し上げた。

## 経歴
1890年、湖南省長沙府生まれ。祖籍は江西省南昌府義寧州(現在の九江市修水県)。幼少時に南京の家塾で学び、王伯沆に師事した。1902年、南京の礦路学堂を卒業した長兄の陳衡恪に従って日本に渡り、巣鴨の弘文学院に入った。同期入学の中国人学生に、魯迅や陳師曽などがいた。1905年に、足疾のために退学、帰国して、後に上海の復旦公学に入学した。1910年、公費留学生として、ドイツのベルリン大学、スイスのチューリッヒ大学、フランスのパリ政治学院で学んだ。
第一次世界大戦が勃発すると、1914年に帰国した。1918年、江西省の公費援助官費を得て再度出国し、アメリカのハーバード大学でサンスクリットとパーリ語を学んだ。1921年、ベルリン大学に戻り東方・中央アジアの古文字やモンゴル語を学んだ。同時に、留学期間を通じて、モンゴル語のほかチベット語、満洲語、日本語、英語、フランス語、ドイツ語、および、パーリ語、ペルシア語、突厥語、西夏語、ラテン語、ギリシア語など10余りの言語について読解能力を獲得した。とりわけサンスクリットとパーリ語には精通していた。
1925年3月に帰国し、清華学校の招聘を受け、王国維や梁啓超と共に国学研究院の導師となった。1928年、清華学校から改制された清華大学で中国語・歴史の二学系の教授に就任した。あわせて北京大学の授業も兼任した。彼がこの期間に主として講義したのは、仏教の翻訳文学、魏・晋・南北朝・隋・唐の史料とモンゴル史料の研究などの課程であった。1930年以後は、中央研究院の理事、歴史語言研究所の研究員及び第一組(歴史)の主任、国立北平故宮博物院の理事、清代档案編委会の委員などの職を兼任した。
日中戦争の勃発後は、西南聯合大学で教鞭を執り、主として魏晋南北朝史、隋唐史、および元稹・白居易の詩に関する研究などを講じた。1939年、イギリスのオックスフォード大学の中国史の教授に招聘され、1940年9月、昆明から香港へ行き、渡英の準備をするが、戦争によって渡航不能となってしまった。香港大学の客員教授に任じられ、中国文学系の主任となったが、1941年、香港が陥落し、香港大学は閉校されてしまった。1942年7月、桂林に赴き、広西大学で教鞭を執る。1943年12月には、成都に至り、燕京大学教授となる。
1946年、再度、清華大学の教授に任じられる。1948年、広州の嶺南大学へ移る。1952年、嶺南大学が中山大学に編入され、以後は中山大学の教授として、歴史系・中文系の講座で、両晋南北朝史、唐史、唐代の楽府などの課程を講義した。1960年7月、中央文史研究館の副館長に招聘される。文化大革命中、紅衛兵の打撃対象とされ、迫害を受け、長年かかって集めた所蔵の書籍と原稿が全て焼却された。1969年10月7日、広州で死去。

## 家族・親族
- 祖父：陳宝箴は湖南巡撫で変法派だったが、戊戌の政変で失脚した。死因は自尽させられた（戊戌の恨み、西太后の命令）。
- 父：陳三立は有名な詩人で、三江師範学堂の総教席に任じられたこともあった。死因は餓死（日中戦争、七七）。

## 主な著作
- 陳寅恪魏晋南北朝史講演録
- 隋唐制度淵源略論稿
- 唐代政治史述論稿
- 元白詩箋証稿
- 金明館叢稿初編
- 柳如是別傳

## 伝記
- 陸鍵東 『中国知識人の運命　陳寅恪最後の二十年』 平凡社、2001年
荒井健・福田知可志・田口一郎・野原康宏訳